# 이병기 시문학상
이병기 시문학상은 2001년부터 전북대학교(전북대학교 신문사)·혼불기념사업회가 공동으로 주관, 작품을 공모하여 총 상금 규모 650만원으로 전국 대학 문학상 가운데 규모가 가장 큰 문학상이다. 최명희 청년소설문학상과 함께 시상한다.

## 유래
1955년 전북대신문 창간 1주년을 기념하기 위해 시와 논문을 공모했던 ‘학생작품 현상모집’을 모태로 하여 2001년 전북대신문이 혼불기념사업회와 공동으로 문학상 제정

## 역대 수상자 내역

### 시조 문학상
- 1979년 1회 정완영 '꽃가지를 흔들듯이' 등
- 1980년 2회 정소파(광주 수피아여고 교사) 시조집 '산창일기'
- 1982년 4회이근배 '동해바닷속의 돌거북이 하는 말'
- 1995년 16회 조오현 '마천골 이야기로' 등
- 1998년 19회 이상범 '신전의 가을' 외 2편
- 2002년  선정주 목사  '비시(非詩)'와 2002년 2월 문학사상지에 발표된 ‘바위에 대하여’[1]
- 2006년 26회 민병도 '보리밟기'[2]
- 2007년 27회 이한성 '지팡이'[3]
- 2008년 28회 이우걸 '새벽'[4]
- 2009년 29회[5]
  - 본상 김영재 '잡기'
  - 신인상 정용국 '폐광'
- 2010년 30회[6]
  - 본상 유재영 '떠나는 가을 길'
  - 신인상 이송희  '잃어버린 거울'
- 2011년 31회
  - 본상 김연동
  - 신인상 김선화
- 2012년 32회[7]
  - 본상 이지엽(경기대학교 교수) ‘알’
  - 신인상 정희경(부산여류시조문학회 회장)‘스렝딩’
- 2013년 33회[8]
  - 본상 이정환 '주상절리'
  - 신인상 박성민  '목도장 파는 골목'
- 2014년 제34회[9]
  - 본상 박기섭(60)  '오동꽃을 보며'
  - 신인상 김남규(34)  '해금'
- 2015년 제35회[10]
  - 본상 서일옥  '병산우체국'
  - 신인상 한분옥 '그냥 그런 꽃'
- 2016년 제36회
  - 본상 양점숙  '풍경이 운다'
  - 신인상 권영희  '그대 이름은'
- 2017년 제37회
  - 본상 오종문
  - 신인상 익산교원향토문화연구회 이택회

### 청년 시문학상
- 2001년[11]
  - 시문학상 대학 부문: 김인득(전북대 국문과4) '비단길을 찾아서'
  - 시문학상 고등 부문: 김혜화(보성여고) '가을
- 2009년[12]
  - 시문학상 대학 부문:  전인배(대구카톨릭대)‘꿈꾸는 미싱사’
  - 시문학상 고등 부문: 장석우(구리고)‘멀티탭에 대한 단상’

- 2010년[13]
  - 시문학상 대학 부문:  이서령(서울예대)‘신 거미 인간'
  - 시문학상 고등 부문: 정선아(전남여고)‘바닥’

- 2011년[14]
  - 시문학상 대학 부문: 이동한(우석대·문예창작4) 「늙은 기관사의 집」
  - 시문학상 고등 부문: 김보라(살레시오여고 3학년) 「유목민이 살고 있다」

- 2012년[15][16]
  - 시문학상 대학 부문: 임경헌(전북대 국문4) <꽃잎 미끼>[17]
  - 시문학상 고등 부문: 김경민(안양예고 2학년)<호두 한 알>[18]

- 2013년[19]
  - 시문학상 대학 부문:김지섭(우석대 문예창작학과 2년)  「여름, 어시장」[20]
  - 시문학상 고등 부문: 안성군(안성고 3년) 「장화」:[21]

- 2014년[22]
  - 시문학상 대학 부문: '멧돼지'를 출품한 황익순(명지대 문예창작과 4학년)
  - 시문학상 고등 부문: '달리의 악몽'을 선보인 이세인(상현고 2학년)

- 2015년[23][24][25]
  - 시문학상 대학 부문: 수상자 없음
  - 시문학상 고등 부문: 강혜원(안양예고 2년) ‘도시의 염부’:  섬세한 상상력으로 시적 대상을 잘 표현

- 2016년[26]
  - 시문학상 대학 부문: <대과거>를 쓴 전명환(중앙대 국어국문2년)
  - 시문학상 고등 부문: <몽상>을 쓴 황주연(경산여고 2학년)

- 2017년[27]
  - 시문학상 대학 부문: 『미식』을 쓴 임대섭(건국대 국어국문·3)
  - 시문학상 고등 부문: 『오도독뼈』를 선보인 김상희(고양여고·1)

## 같이 보기
- 최명희
- 이병기
- 최명희 청년소설문학상